# سیارک ۷۰۹۹۵
سیارک ۷۰۹۹۵ (به انگلیسی: 70995 Mikemorton، نامگذاری:1999XV35) هفتاد هزار و نهصد و نود و پنجمین سیارک کشف شده‌است که در ۶ دسامبر ۱۹۹۹ کشف شد.